# Dolní Lutyně
Dolní Lutyně (en polonais : Lutynia Dolna ; en allemand : Deutsch Leuten) est une commune du district de Karviná, dans la région de Moravie-Silésie, en République tchèque. Sa population s'élevait à 5 315 habitants en 2024.

## Géographie
Dolní Lutyně se trouve près de la frontière avec la Pologne, à 10 km au nord-ouest de Karviná, à 15 km au nord-est d'Ostrava et à 287 km à l'est de Prague.
La commune est limitée par la Pologne et en partie par la rivière Olše au nord, par Dětmarovice à l'est, par Orlová au sud et par Bohumín à l'ouest.

## Histoire
La première mention écrite de la localité date de 1305.

## Patrimoine
Patrimoine religieux

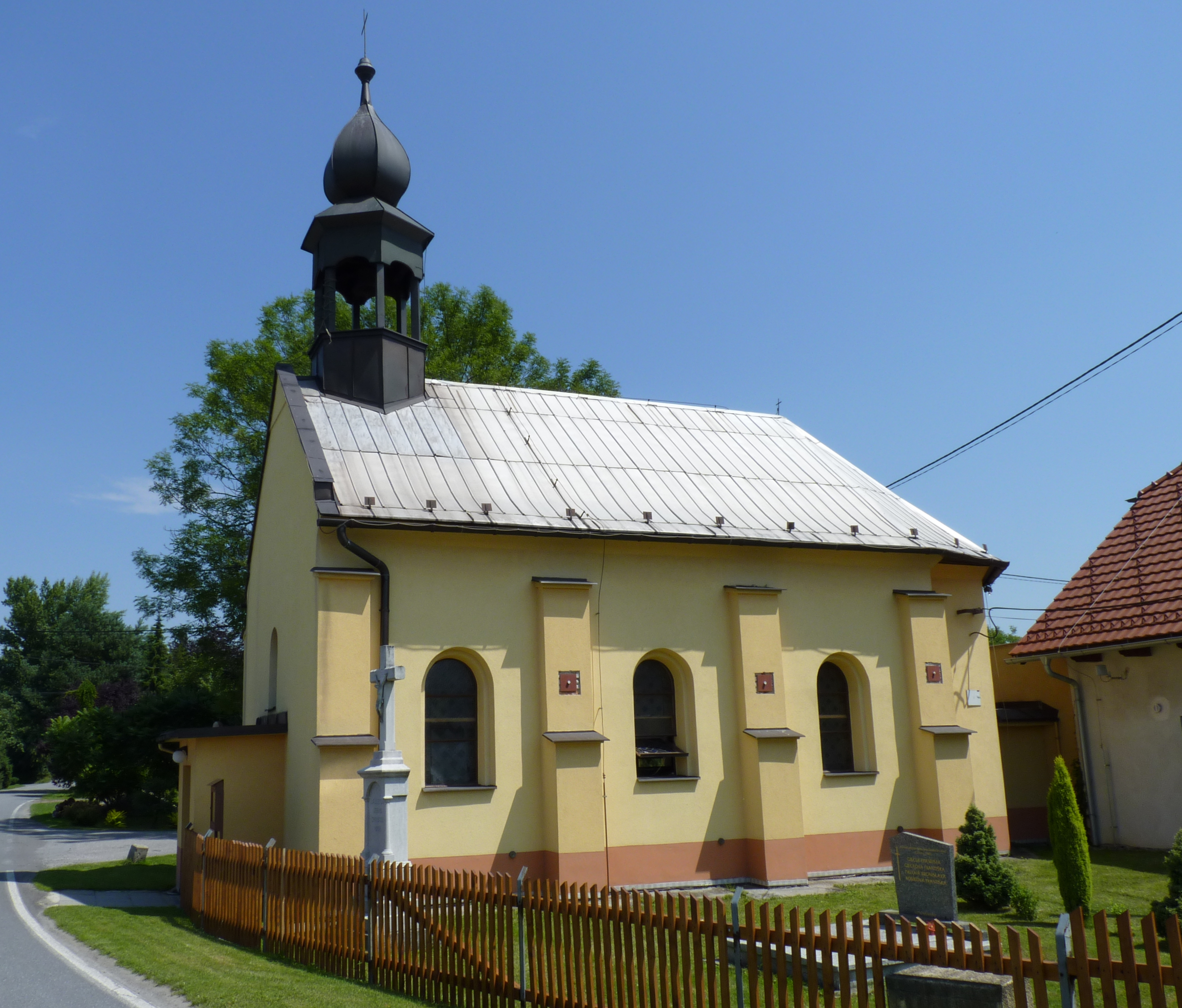
Věřňovice : église Saint-Isidore le Laboureur.
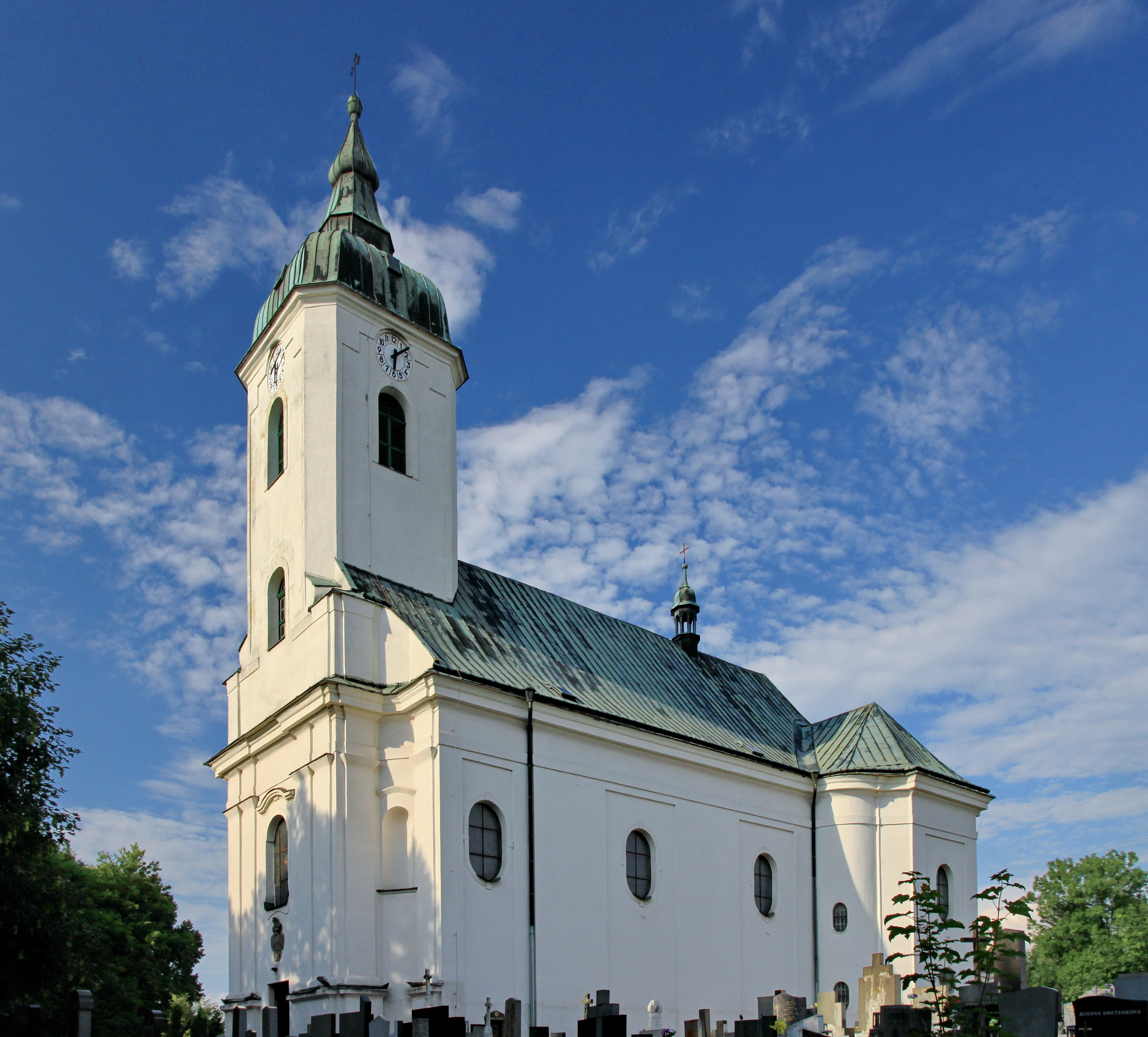
Lutynia Dolna : église Saint-Jean-Baptiste.

## Administration
La commune se compose de deux sections :
- Dolní Lutyně
- Věřňovice

## Transports
Par la route, Dolní Lutyně se trouve à 12 km de Karviná, à 16 km d'Ostrava et à 371 km de Prague.